# Ani (Vorname)
Ani ist in mehreren Sprachen ein weiblicher Vorname.

## Herkunft des Namens
Ani tritt insbesondere im Armenischen (armenisch Անի), Georgischen (georgisch ანი), als Variante von Anna, und seltener im Bulgarischen als weiblicher Vorname auf.

## Namensträgerinnen

### Vorname
- Ani Amiraghjan (* 1993), armenische Tennisspielerin
- Ani Chatschikjan (Schauspielerin), armenische Schauspielerin
- Ani Chatschikjan (Sprinterin) (* 1991), armenische Sprinterin
- Ani İpekkaya (* 1939), türkische Schauspielerin armenischer Abstammung
- Ani Lorak (* 1978), ukrainische Sängerin
- Ani Mijačika (* 1987), kroatische Tennisspielerin
- Ani Pachen (1933–2002), buddhistische Nonne und tibetische Freiheitskämpferin
- Ani Safarjane (* 1998), armenische Tennisspielerin
- Ani Sulkhanishvili (* 1988), Teil eines aus Georgien stammenden Klavierduos (siehe Ani und Nia Sulkhanishvili)
- Ani Takidze (* 1972), georgische Pianistin
- Ani Wangelowa (* 1993), Bulgarische Tennisspielerin

### Künstlername
- Ani DiFranco (* 1970), US-amerikanische Singer-Songwriterin und Aktivistin